# キャンディ・アップルズ
キャンディ・アップルズ（Candy Apples、1976年10月3日 - ）は、アメリカ合衆国のポルノ女優、アダルトモデル。

## 経歴
1976年10月、出生名キャンディス・ダイアン・ウェストファルとして、カリフォルニア州ロサンゼルス郡イングルウッドで生まれた。ポルノ映画で「1シーンあたり最大2,000ドル」稼いでいると語っている。
ハワード・スターンのテレビ番組やラジオ番組に何度か出演しており、彼女のファンの一人であるキース・リチャーズの要請により、ラスベガスでローリング・ストーンズのミュージック・ビデオに出演した。ジェリー・スプリンガー・ショーにも出演している。

### ギャングバング世界記録
1999年10月9日、アップルズはオーラルセックスやペニスバンドの使用を含む742回に及ぶ連続セックスで、かつてポルノスターのヒューストンが保持していた620回というギャングバングの世界記録を更新した。彼女は2,000人以上を狙っていたがロサンゼルス市警察の介入によって中止された。当初の予定では、彼女はギャングバングの最後に後の夫となる当時の婚約者と結婚する筈であった。
アップルズの連続性交記録は2003年11月14日にワルシャワで開催されたエロティコンで、マリアンナ・ロキータによって759回に更新された

## 出演作品の一部
- 1995 Raunch Ranch
- 1996 Punk Ass
- 1997 The Violation of Brooke Ashley
- 1997 The Violation of Shay Sweet
- 1997 Texas Dildo Masquerade（邦題: 激射クィーン）
- 1998 The Violation of Jill Kelly
- 1998 The Violation of Marylin Star
- 1998 The Violation of Chandler
- 1999 TriXXX（邦題: マゾリックス）
- 1999 The Violation of Gina Ryder
- 1999 The Violation of Katie Gold
- 2000 The Violation of Bridgette Kerkove
- 2000 The Violation of Jade Marcela
- 2000 The Violation of Amber Lynn
- 2000 The Violation of Mirage
- 2000 Candy Apples vs. King Dong
- 2001 Anal Fever
- 2002 Sodomania: Slop Shots 11
- 2003 The Violation of Briana Banks
- 2004 Anal Treasures
- 2005 School Girls vs Filthy Things
- 2006 Hot Cherry Pies 3

## ノミネーション
| 年   | 賞          | 結果       | 部門                          | 作品                               |
| ---- | ----------- | ---------- | ----------------------------- | ---------------------------------- |
| 1998 | AVNアワード | ノミネート | Best Supporting Actress—Video | Texas Dildo Masquerade             |
| 2001 | AVNアワード | ノミネート | Best Solo Sex Scene           | Candy Apples vs. King Dong         |
| 2001 | AVNアワード | ノミネート | Best All-Girl Sex Scene—Video | The Violation of Bridgette Kerkove |